# Ria Percival
Ria Dawn Percival (sinh ngày 7 tháng 12 năm 1989) là một cầu thủ bóng đá chuyên nghiệp thi đấu ở vị trí tiền vệ cho câu lạc bộ Tottenham Hotspur tại FA Women's Super League. Sinh ra ở Anh, cô chơi cho đội tuyển quốc gia New Zealand.